# 15421 Adammalin
15421 Adammalin (1998 HM81) là một tiểu hành tinh vành đai chính được phát hiện ngày 21 tháng 4 năm 1998 bởi Nhóm Nghiên cứu Thiên thạch gần Trái Đất thuộc phòng thí nghiệm Lincoln ở Socorro.